# Швеція на Євробаченні Юних Музикантів
Швеція брала участь у Євробаченні юних музикантів, що проводиться кожні два роки, чотирнадцять разів з моменту свого дебюту в 1986 році, вперше вигравши конкурс у 2006 році.
У 1982 та 1984 роках, Швеція разом з Данією, Норвегією та Фінляндією відправляла спільного учасника на конкурс. Країни були представлені індивідуально після запровадження півфіналу в 1986 році.

## Учасники
Умовні позначення
     Переможець
     Друге місце
     Третє місце
     Не пройшла до фіналу
     Участь скасовано
     Не брала участі
| Рік  | Місце проведення | Учасник                | Інструмент      | Результат                  | Півфінал          |
| ---- | ---------------- | ---------------------- | --------------- | -------------------------- | ----------------- |
| 1986 | Копенгаген       | Пітер Яблонський       | Піаніно         | Не вдалося кваліфікуватися | -                 |
| 1988 | Амстердам        | Хенрік Петерсон        | Скрипка         | Не вдалося кваліфікуватися | -                 |
| 1990 | Відень           | Федрик Форс            | Кларнет         | Не вдалося кваліфікуватися | -                 |
| 1992 | Брюссель         | Невідомо               | Невідомо        | Не вдалося кваліфікуватися | -                 |
| 1994 | Варшава          | Малін Броман           | Скрипка         | 3                          | -                 |
| 1996 | Лісабон          | Не брала участь        | Не брала участь | Не брала участь            | Не брала участь   |
| 1998 | Відень           | Девід Шегрен           | Скрипка         | -                          | -                 |
| 2000 | Берген           | Не брала участь        | Не брала участь | Не брала участь            | Не брала участь   |
| 2002 | Берлін           | Яків Кораньї           | Віолончель      | Не вдалося кваліфікуватися | -                 |
| 2004 | Люцерн           | Андрій Пауер           | Скрипка         | Не вдалося кваліфікуватися | -                 |
| 2006 | Відень           | Андреас Брантелід      | Віолончель      | 1                          | -                 |
| 2008 | Відень           | Марія Вербайте         | Фортепіано      | Не вдалося кваліфікуватися | -                 |
| 2010 | Відень           | Пальма Маттіас Гансков | Контрабас       | Не вдалося кваліфікуватися | -                 |
| 2012 | Відень           | Не брала участь        | Не брала участь | Не брала участь            | Не брала участь   |
| 2014 | Кельн            | Альбін Уусіярві        | Віола           | -                          | Без півфіналів    |
| 2016 | Кельн            | Еліот Нордквіст        | Фортепіано      | -                          | Без півфіналів    |
| 2018 | Единбург         | Йоганна Андер Люнг     | Арфа            | Не вдалося кваліфікуватися | -                 |
| 2020 | Загреб           | Текла Нільссон         | Кларнет         | Конкурс скасовано          | Конкурс скасовано |
| 2022 | Монпельє         | Лукас Флінк            | Тромбон         | -                          | Без півфіналів    |
| 2024 | Буде             | Х'юго Сведберг         | Віолончель      | 2                          | Без півфіналів    |

## Галерея

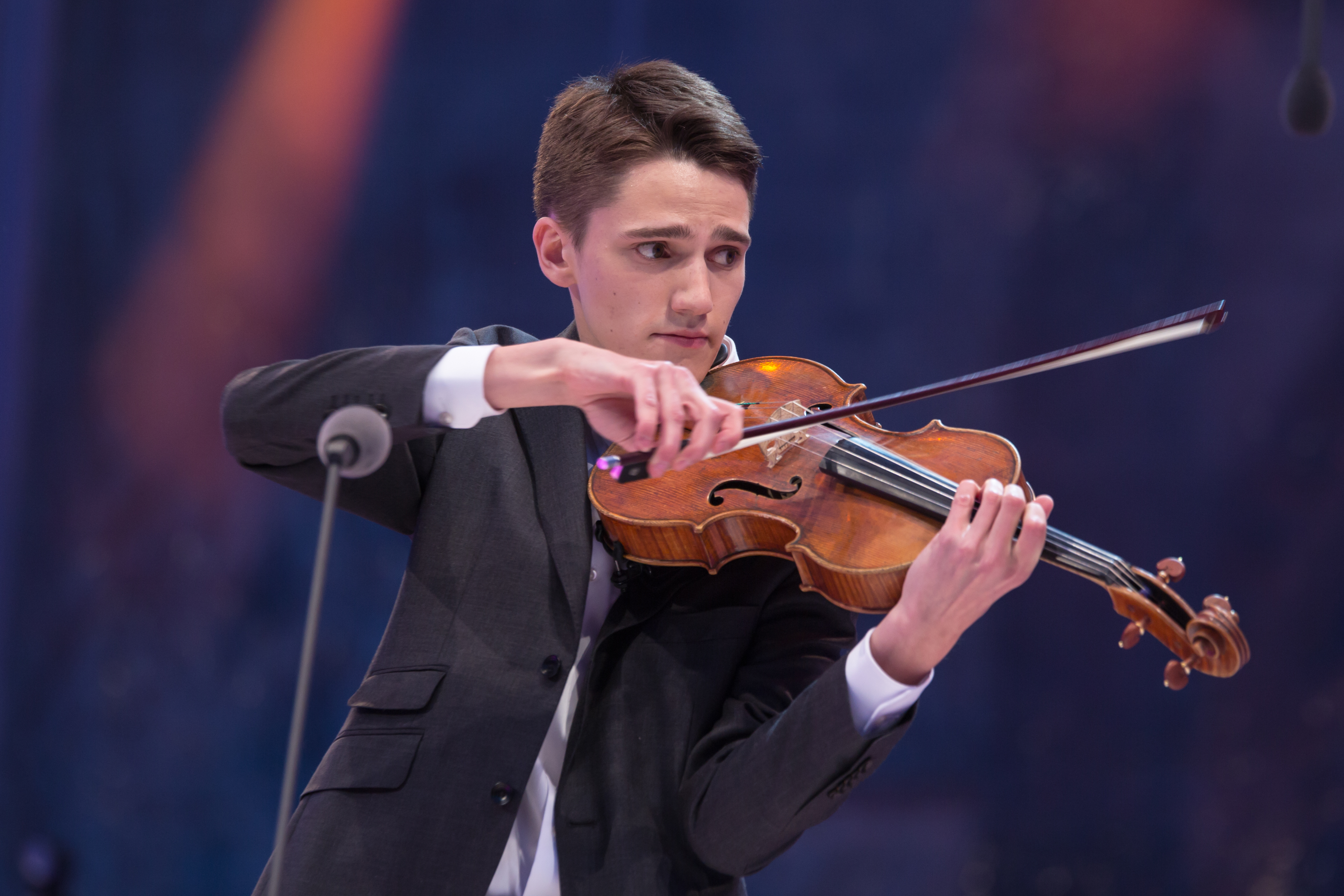
Альбін Уусіярві у Кельні (2014)
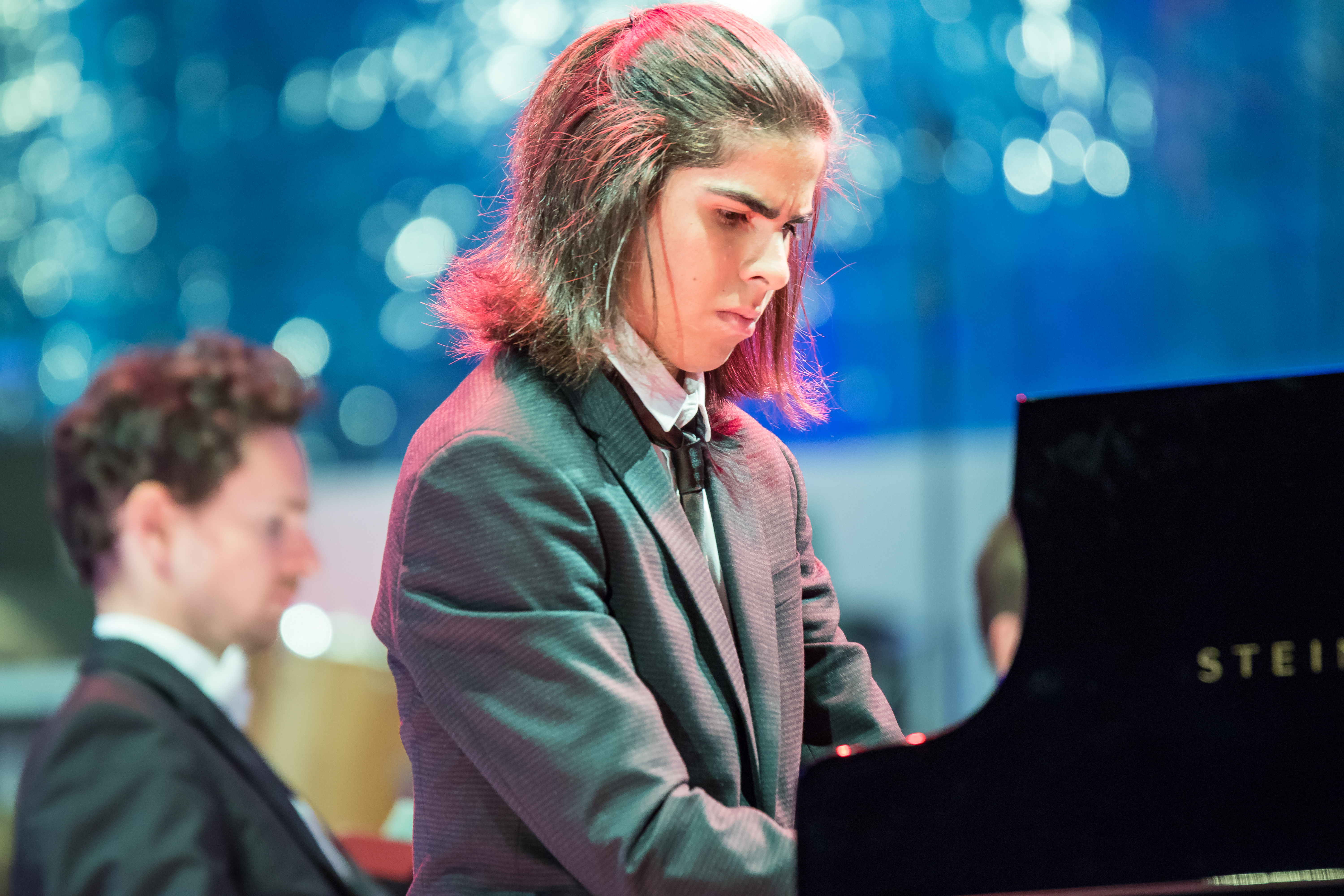
Еліот Нордквіст у Кельні (2016)

## Нотатки
1. ↑  Конкурс 2020 року було скасовано через пандемію COVID-19.